# Memorial do Rio Grande do Sul
O Memorial do Rio Grande do Sul é um centro cultural de Porto Alegre, instalado em um prédio histórico situado na Praça da Alfândega, no Centro Histórico da cidade. É um prédio inventariado pela Prefeitura e tombado pelo Instituto do Patrimônio Histórico e Artístico Nacional.

## A instituição
O Memorial surgiu como fruto de um projeto que buscava privilegiar a cultura e a memória gaúchas. A ideia concretizou-se em setembro de 1996, através de um convênio entre o governo federal e o governo estadual. Pelo acordo de cedência do prédio, antigamente a agência central dos Correios e Telégrafos de Porto Alegre, foi acertada a criação também de um Museu Postal e uma Agência Filatélica, a fim de preservar o vínculo com as suas funções originais.
Desse modo foi organizado um grande centro de informação e divulgação da história do estado, disponibilizando ao público uma rica coleção de objetos, mapas, gravuras, fotos, livros e depoimentos importantes sobre os fatos mais marcantes ocorridos no Rio Grande do Sul. Para apresentação deste material foi imaginada uma moderna museografia que facilitasse sua integração com o público e, com isso, seu pronto entendimento.

### Espaços
- Linha do Tempo, uma exposição de caráter permanente, instalada no saguão do prédio, indicando os principais eventos que modelaram a história e a identidade do povo gaúcho. É uma exposição interativa que abrange 52 módulos e 36 painéis temáticos com textos, ilustrações e mapas.

- Colunas Personagens, uma adaptação das grandes colunas do saguão para receberem reproduções de documentos, fotografias, desenhos e biografias que contextualizam historicamente a vida de personagens importantes para a memória estadual.

- Salas do Tesouro, adaptadas com climatização e outros equipamentos especiais, apresentam em exposições temporárias documentos e manuscritos raros provenientes da coleção de mais de 12 mil itens do Arquivo Histórico do RS.

- Sala de Múltiplos Usos, concebida para servir como centro de eventos de variada natureza, com 150 m², já tendo sido ocupada por uma mostra sobre Getúlio Vargas, parte da Bienal do Mercosul e da Feira do Livro de Porto Alegre.

- Salas de Vídeo, localizadas nos quatro cantos do primeiro andar, oferecem uma programação temática sobre meio ambiente, imigração, guerras e revoluções, cultura e tradição, complementando e contextualizando as informações da Linha do Tempo.

- Auditório Oswaldo Goidanich, destinado a eventos diversos como seminários, palestras, conferências, simpósios, lançamentos de livros, filmes e workshops.

- Sala Verde dos Correios, administrada por uma parceria entre os Correios e o Ministério do Meio Ambiente, apresentando material de pesquisa, publicações e a atividade de outras instituições voltadas à preservação e conscientização ambiental.

- Museu Postal, onde se preservam relíquias como caixas postais antigas, objetos de escritório e mobiliário usado no antigo Correios e Telégrafos.

### Projetos
Com o apoio da Associação Nacional de Divulgação da História Política e da Cultura do RS, da Secretaria de Estado da Cultura do Rio Grande do Sul e do Banco do Estado do Rio Grande do Sul, além de suas exposições permanentes o  Memorial desenvolve diversos projetos que visam aproximar a instituição de todos os interessados pela cultura gaúcha. Os principais deles são:
- Visitas guiadas, facilitando o contato do público com o material exposto.

- Cadernos de história do memorial, uma coleção escrita pelo professor Voltaire Schilling, em parceria com diversos intelectuais, tratando de temas locais e mundiais. Já foram lançados mais de 30 títulos, com uma tiragem superior a 50 mil volumes, distribuídos gratuitamente na sede ou disponibilizados para download no website do Memorial.

- Seminários e debates, promovendo encontros mensais sobre assuntos referentes à história afro-brasileira e afro-gaúcha.

- Vídeo memória, com exibição diária de filmes sobre a cultura local.

- Memorial vai às praias, organizando exposições em cidades do litoral gaúcho, em parceria com prefeituras ou instituições privadas.

- Exposições itinerantes, agendadas mediante parcerias estabelecidas com prefeituras ou instituições do Brasil inteiro interessadas em conhecer mais sobre a história do estado.

## Histórico do prédio

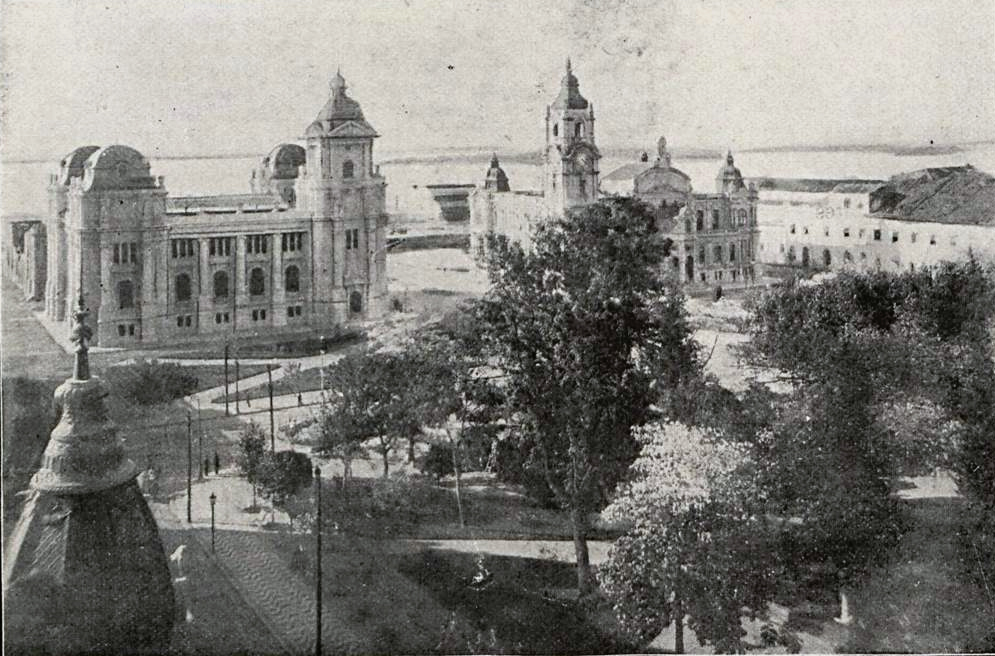
A Praça da Alfândega em 1919, com os Correios à direita

O antigo prédio dos Correios e Telégrafos, ou Prédio Velho do Correio, é um dos mais belos e importantes edifícios históricos de Porto Alegre. A sua construção foi iniciada em 30 de setembro de 1910 e concluída em 31 de dezembro de 1913, com engenharia de Rudolph Ahrons e arquitetura de Theodor Wiederspahn. A decoração ficou a cargo da oficina de João Vicente Friedrichs, com participação de Jesús Maria Corona, Franz Radermacher, Wenzel Folberger e Victorio Livi. A empresa de Ahrons foi escolhida por sua reconhecida competência, mas também como forma de aproximação do governo Positivista com a comunidade alemã do estado.
O edifício segue um estilo eclético, com forte influência do barroco alemão, e tem uma fachada movimentada com um pórtico em projeção, uma grande torre de relógio à esquerda, e cúpulas de metal nos cantos, além de profusa ornamentação em motivos florais e abstratos, e algumas esculturas, onde se destaca o grupo de Atlas acima do frontão, ladeado por imagens representando a Europa e a América. Outros grupos complementam a ornamentação da fachada.
Tombado em 1980, o imóvel de 3.600m² de área passou, a partir de 1998, por um processo de restauração completa, objetivando recuperar suas características originais e adequá-lo para a instalação do Memorial do Rio Grande do Sul. Os 3.500m² de fachadas receberam tratamento especial, e internamente recebeu climatização nas áreas destinadas ao Arquivo Histórico do Rio Grande do Sul e às Salas do Tesouro. Os pátios internos receberam clarabóias e elevadores para permitir uma maior integração com as outras áreas, e o terraço foi liberado de acréscimos espúrios posteriores.

## Galeria

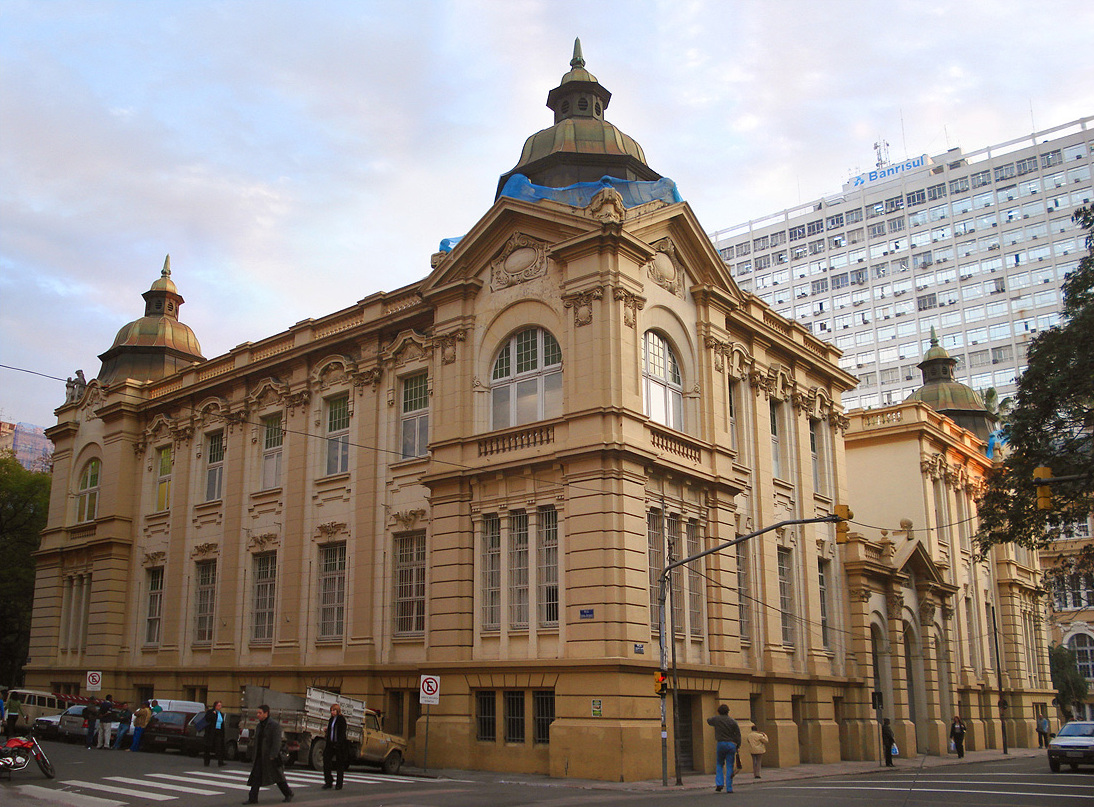
Fachada traseira do Memorial.
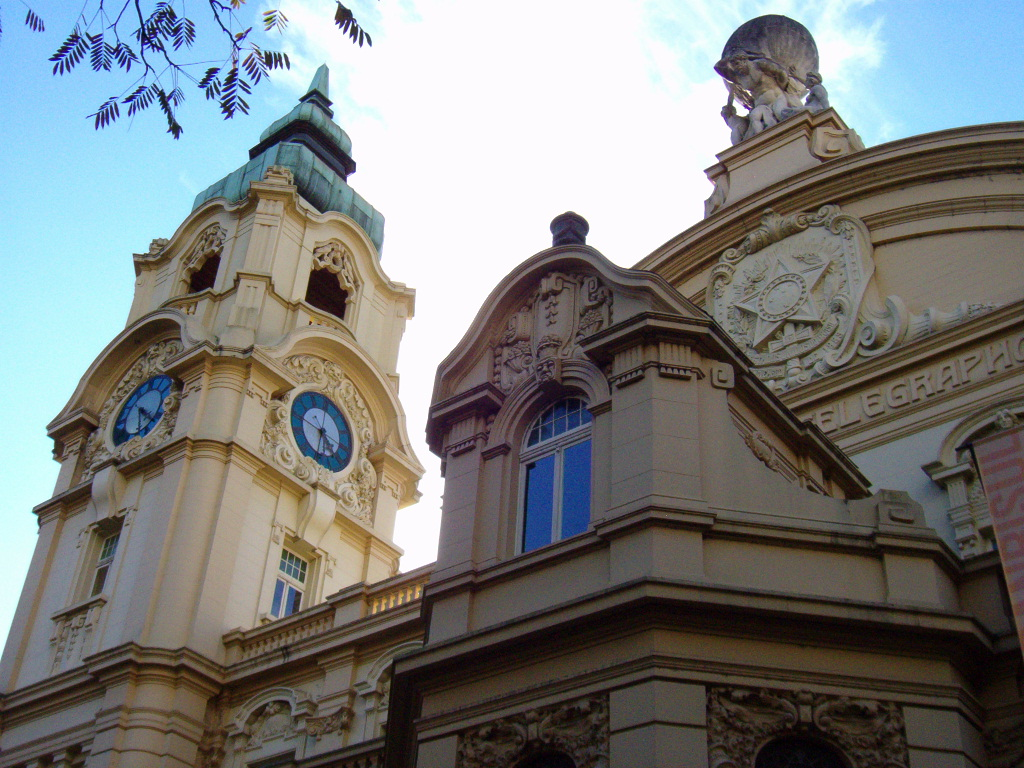
Outro ângulo da fachada, com a torre relógio ao fundo.
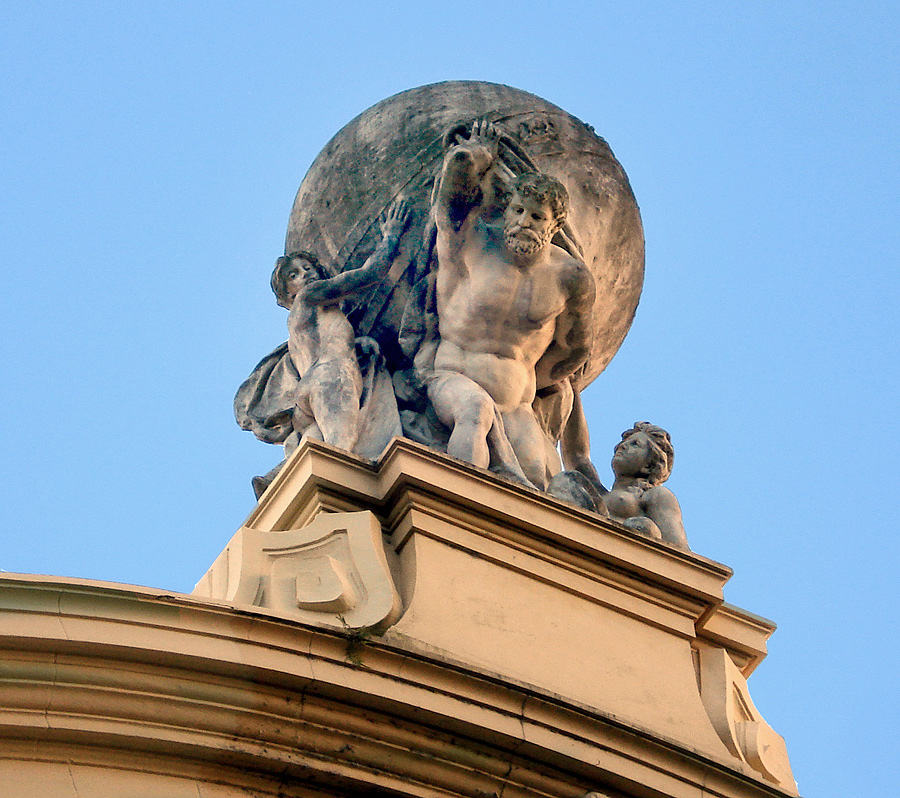
Estátua de Atlas, por Wenzel Folberger.
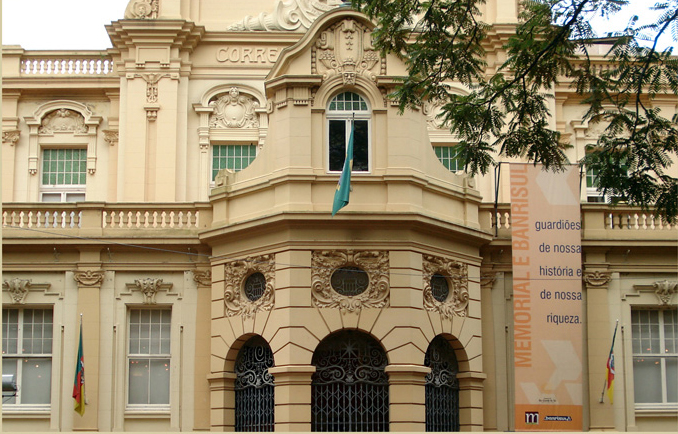
Detalhe da fachada.